# ميسا بيسوا
ميسا بيسوا (بالبرتغالية: Mayssa) مواليد 11 سبتمبر 1984 في جواو بيسوا، بارايبا، البرازيل، هي لاعبة كرة يد برازيلية تلعب كحارس مرمى. مثلت منتخب البرازيل لكرة اليد للسيدات. شاركت في دورة الألعاب الأولمبية الصيفية سنة 2012. حققت المركز الأول في بطولة العالم لكرة اليد للسيدات 2013.

## سجل المنافسة
شاركت في البطولات التالية:
- الألعاب الأولمبية الصيفية 2012
- الألعاب الأولمبية الصيفية 2016
- بطولة العالم لكرة اليد للسيدات 2013
- بطولة العالم لكرة اليد للسيدات 2015

## الإنجازات
- الدوري الروماني لكرة اليد للسيدات:
  - الفوز: 2
- دوري أبطال أوروبا لكرة اليد للسيدات:
  - الفوز: 2015-16
- الدوري الروسي لكرة اليد للسيدات:
  - الفوز: 2013، 2014
- الدوري الفرنسي لكرة اليد للسيدات:
  - الميدالية الفضية: 2012
- بطولة العالم لكرة اليد للسيدات:
  - الفوز: 2013
- بطولة بان أميركان لكرة اليد للسيدات:
  - الفوز: 2013
- الألعاب العالمية:
  - الفوز: 2005

## روابط خارجية
- ميسا بيسوا على موقع الاتحاد الأوروبي لكرة اليد (الإنجليزية)
- ميسا بيسوا على موقع أوليمبيديا (الإنجليزية)
- ميسا بيسوا على موقع اللجنة الأولمبية البرازيلية (البرتغالية)